# Exocentrus jeanneli
Exocentrus jeanneli là một loài bọ cánh cứng trong họ Cerambycidae.